# Agustin Ortega
Agustin Ortega (født 29. december 1992) er en argentinsk fodboldspiller.
Han har spillet for flere forskellige klubber i sin karriere, herunder Blaublitz Akita.